# DFB-Hallen-Masters 1988
Das DFB-Hallen-Masters 1988 war die erste offizielle Austragung dieses Wettbewerbes, der vom DFB durchgeführt wurde. Das Endrundenturnier fand vom 29. bis 30. Januar in der Festhalle von Frankfurt am Main statt und endete mit dem 5:3-Finalsieg von Bayer 05 Uerdingen über Gastgeber Eintracht Frankfurt.

## Teilnehmer
An der Endrunde nahmen folgende sechs Mannschaften teil:
| Gesetztes Team - Gastgeber Eintracht Frankfurt | Qualifizierte Teams - Platz 1 Bayer 05 Uerdingen - Platz 2 Blau-Weiß 90 Berlin - Platz 3 Werder Bremen - Platz 4 Fortuna Düsseldorf - Platz 5 VfL Osnabrück |

## Modus
Zuerst wurde in zwei Gruppen mit jeweils drei Teams gespielt, die nach dem Modus „Jeder gegen Jeden“ am Freitagabend die Teilnehmer für das Halbfinale ausspielten. Ab dem Halbfinale am Samstag ging es im K.-o.-System weiter und sollte ein Spiel Remis enden, wurde der Sieger in einem Achtmeterschießen ermittelt.
Gespielt wurde mit einem Torwart und fünf Feldspieler auf Kunstrasen, der von einer Bande umgeben war, bei einer Spielzeit von zweimal 15 Minuten.

## Vorrunde

### Gruppe A
Spiele
|                     | Ergebnis |                     | Torfolge |
| ------------------- | -------- | ------------------- | --- |
| Blau-Weiß 90 Berlin | 1:2      | Eintracht Frankfurt | 0:1 Détári, 0:2 Smolarek, 1:2 Wielga                                                                             |
| Fortuna Düsseldorf  | 5:3      | Blau-Weiß 90 Berlin | 0:1 Backhaus (ET), 1:1 Kaiser, 1:2 Schlumberger, 2:2 Backhaus, 3:2 Wojtowicz, 4:2 Kaiser, 5:2 Schütz, 5:3 Wielga |
| Eintracht Frankfurt | 6:1      | Fortuna Düsseldorf  | 1:0 Détári, 1:1 Wojtowicz, 2:1 Sievers, 3:1 Haub, 4:1 Smolarek, 5:1 Smolarek, 6:1 Schulz                         |

Abschlusstabelle
| Pl. | Mannschaft          | Sp. | S | U | N | Tore    | Diff. | Punkte |
| --- | ------------------- | --- | - | - | - | ------- | ----- | ------ |
| 1.  | Eintracht Frankfurt | 2   | 2 | 0 | 0 | 008:200 | +6    | 04:0   |
| 2.  | Fortuna Düsseldorf  | 2   | 1 | 0 | 1 | 006:900 | −3    | 02:20  |
| 3.  | Blau-Weiß 90 Berlin | 2   | 0 | 0 | 2 | 004:700 | −3    | 0:40   |

### Gruppe B
Spiele
|                    | Ergebnis |                    | Torfolge |
| ------------------ | -------- | ------------------ | --- |
| Bayer 05 Uerdingen | 1:1      | VfL Osnabrück      | 1:0 Prytz, 1:1 Jaschke |
| Werder Bremen      | 2:7      | Bayer 05 Uerdingen | 0:1 Kuntz, 1:1 Burgsmüller, 1:2 Klinger, 1:3 Klinger, 1:4 Klinger, 1:5 Kuntz, 1:6 Klinger, 1:7 Prytz, 2:7 Hermann              |
| VfL Osnabrück      | 6:3      | Werder Bremen      | 0:1 Burgsmüller, 1:1 Metschies, 1:2 Burgsmüller, 2:2 Jaschke, 3:2 Heskamp, 4:2 Jaschke, 5:2 Linz, 5:3 Burgsmüller, 6:3 Jaschke |

Abschlusstabelle
| Pl. | Mannschaft         | Sp. | S | U | N | Tore    | Diff. | Punkte |
| --- | ------------------ | --- | - | - | - | ------- | ----- | ------ |
| 1.  | Bayer 05 Uerdingen | 2   | 1 | 1 | 0 | 008:300 | +5    | 03:10  |
| 2.  | VfL Osnabrück      | 2   | 1 | 1 | 0 | 007:400 | +3    | 03:10  |
| 3.  | Werder Bremen      | 2   | 0 | 0 | 2 | 005:130 | −8    | 0:40   |

## Finalrunde

### Halbfinale
|                     | Ergebnis              |                    | Torfolge |
| ------------------- | --------------------- | ------------------ | --- |
| Eintracht Frankfurt | 7:6 n. V.             | VfL Osnabrück      | 1:0 Smolarek, 2:0 Binz, 3:0 Körbel, 3:1 Jaschke, 4:1 Smolarek, 4:2 Helmer, 4:3 Zeravica, 4:4 Linz, 5:4 Smolarek, 6:4 Détári, 6:5 Jaschke, 7:5 Détári, 7:6 Wallenhorst |
| Fortuna Düsseldorf  | 2:2 n. V. (4:5 i. A.) | Bayer 05 Uerdingen | 1:0 Demandt, 1:1 F. Funkel, 1:2 W. Funkel, 2:2 Demandt |

### Spiel um Platz fünf
| | Ergebnis |               |
| --- | -------- | ------------- |
| Blau-Weiß 90 Berlin | 6:9      | Werder Bremen |
| 0:1 Votava, 0:2 Meier, 1:2 Sahr, 1:3 Meier, 1:4 Kutzop, 2:4 Schüler, 3:4 Schmidt, 4:4 Holzer, 4:5 Meier, 4:6 Meier, 4:7 Burgsmüller, 5:7 Stark, 5:8 Hermann, 5:9 Schaaf, 6:9 Wielga |          |               |

### Spiel um Platz drei
| | Ergebnis |                    |
| --- | -------- | ------------------ |
| VfL Osnabrück | 2:8      | Fortuna Düsseldorf |
| 0:1 Demandt, 0:2 Loose, 0:3 Krümpelmann, 0:4 Thomas, 1:4 Jaschke, 1:5 Thomas, 1:6 Backhaus, 2:6 Metschies, 2:7 Krümpelmann, 2:8 Wojtowicz |          |                    |

### Finale
|                                                                                                 | Ergebnis |                    |
| ----------------------------------------------------------------------------------------------- | -------- | ------------------ |
| Eintracht Frankfurt                                                                             | 3:5      | Bayer 05 Uerdingen |
| 0:1 Klinger, 0:2 Prytz, 1:2 Détári, 2:2 Körbel, 3:2 Smolarek, 3:3 Prytz, 3:4 Fach, 3:5 Witeczek |          |                    |

## Statistisches
- 88 Tore ({\displaystyle \varnothing } 8 pro Spiel) wurden erzielt, wobei sich 42 Spieler als Torschützen auszeichnen konnten.
- Ein Eigentor ging auf das Konto von Sven Backhaus (Fortuna Düsseldorf).
- Vier Tore in einem Spiel erzielten Dietmar Klinger (Bayer 05 Uerdingen) gegen Werder Bremen und Norbert Meier (Werder Bremen) gegen Blau-Weiß 90 Berlin.
- Die Unparteiischen kamen ohne Zeitstrafen (2 min) oder gar Platzverweise aus.
- An beiden Tagen kamen 4.500 Zuschauer in die Festhalle, die sich auf Freitag (1.500) und Samstag (3.000) verteilten.
- Preisgelder gab es für Platz 1 (40.000 DM), Platz 2 (30.000 DM), Platz 3 (20.000 DM), Platz 4 (10.000 DM) und Platz 5 (5.000 DM).

### Torschützenliste
|    | Spieler              | Mannschaft          | Tore |
| -- | -------------------- | ------------------- | ---- |
| 1. | Włodzimierz Smolarek | Eintracht Frankfurt | 7    |
| 1. | Paul Jaschke         | VfL Osnabrück       | 7    |
| 3. | Lajos Détári         | Eintracht Frankfurt | 5    |
| 3. | Dietmar Klinger      | Bayer 05 Uerdingen  | 5    |
| 3. | Manfred Burgsmüller  | Werder Bremen       | 5    |

### Bester Spieler
- Lajos Détári (Eintracht Frankfurt)

### Schiedsrichter
- Dieter Pauly, Karl-Heinz Tritschler und Wolf-Günter Wiesel

## Siegermannschaft
| 1.                          | Bayer 05 Uerdingen |
| Logo von Bayer 05 Uerdingen | - Tor: Manfred Kubik, Mario Bäger - Feldspieler: Werner Buttgereit, Holger Fach, Friedhelm Funkel, Wolfgang Funkel, Matthias Herget, Dietmar Klinger, Stefan Kuntz, Robert Prytz, Darius Scholtysik, Marcel Witeczek - Trainer: Rolf Schafstall |